# Władysław Sontag

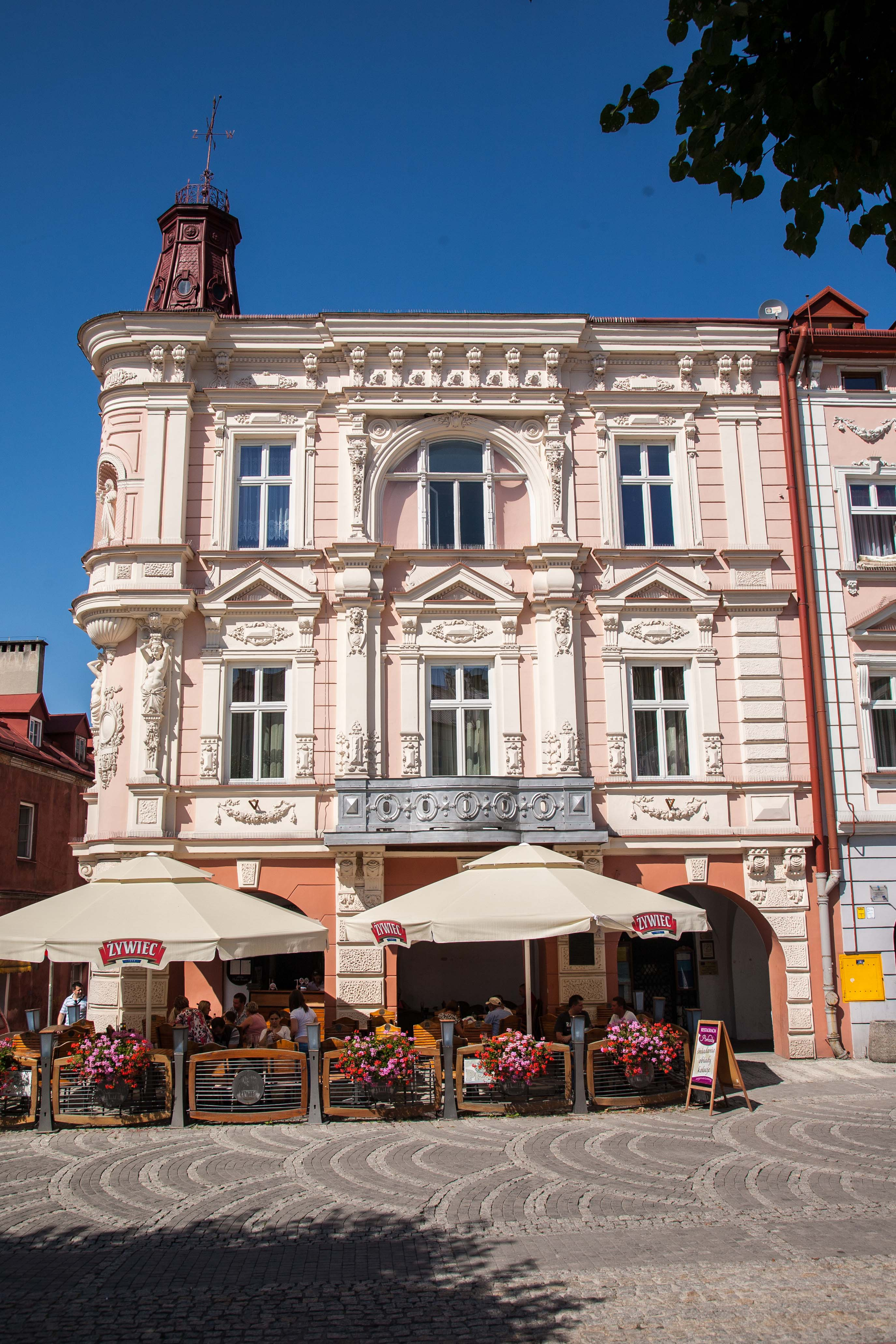
Kamienica Karola Sontaga, Rynek 5 w Przemyślu.

Władysław Wiktor Sontag (ur. 4 sierpnia 1894 w Przemyślu, zm. wiosną 1940 w Charkowie) – major artylerii Wojska Polskiego, ofiara zbrodni katyńskiej.

## Życiorys
Syn Karola (1865–1919) urodzony 4 sierpnia 1894 w Przemyślu, ówczesnym mieście powiatowym Królestwa Galicji i Lodomerii.
W 1909 był jednym z pierwszych członków przemyskiej drużyny piłki nożnej „San”, późniejszego klubu Polonia.
W czasie I wojny światowej walczył w szeregach cesarskiej i królewskiej Armii. Jego oddziałem macierzystym był 24 pułk haubic polowych, który w 1918 został przemianowany na 124 pułk artylerii polowej. Na stopień podporucznika rezerwy został mianowany ze starszeństwem z 1 stycznia 1916 w korpusie oficerów artylerii polowej i górskiej. Później został przemianowany na oficera zawodowego i awansowany na porucznika ze starszeństwem z 1 listopada 1917.
Od lipca 1920 na wojnie z bolszewikami dowodził 4 baterią II dywizjonu 1 pułku artylerii polowej litewsko-białoruskiej. W lutym 1921 dowodzona przez niego bateria została wcielona do 2 pułku artylerii polowej Wojska Litwy Środkowej. W lipcu objął w tym pułku dowództwo II dywizjonu, a we wrześniu 1921 jego oddział został przemianowany na 29 pułk artylerii polowej. 3 maja 1922 został zweryfikowany w stopniu kapitana ze starszeństwem od 1 czerwca 1919 i 254. lokatą w korpusie oficerów artylerii. W styczniu 1927 został przeniesiony do 10 pułku artylerii ciężkiej w Przemyślu na stanowisko pełniącego obowiązki dowódcy I dywizjonu. Z dniem 1 marca tego roku został przeniesiony służbowo na X kurs dowódców dywizjonów w Centrum Wyszkolenia Artylerii w Toruniu z równoczesnym zwolnieniem z zajmowanego stanowiska w 10 pac. 12 kwietnia 1927 prezydent RP nadał mu stopień majora z dniem 1 stycznia 1927 i 25. lokatą w korpusie oficerów artylerii. Po ukończeniu kursu wrócił do pułku i objął dowództwo I dywizjonu. W lipcu 1929 został przeniesiony z 10 pac do kadry oficerów artylerii z równoczesnym przeniesieniem służbowym na stanowisko rejonowego inspektora koni w garnizonie Wilno. Z dniem 10 sierpnia 1933 został przeniesiony na takie samo stanowisko w garnizonie Brześć. W lipcu 1935 został zwolniony z zajmowanego stanowiska i oddany do dyspozycji dowódcy Okręgu Korpusu Nr IX. W tym samym roku został przeniesiony w stan spoczynku.
W nieznanych okolicznościach, po agresji ZSRR na Polskę, dostał się do niewoli sowieckiej i został osadzony w obozie w Starobielsku. Wiosną 1940 został zamordowany przez funkcjonariuszy NKWD w Charkowie i pogrzebany potajemnie w bezimiennej mogile zbiorowej w Piatichatkach, gdzie od 17 czerwca 2000 roku mieści się oficjalnie Cmentarz Ofiar Totalitaryzmu w Charkowie. Figuruje na tzw. liście Gajdideja (poz. 3204).
Jego symboliczny grób znajduje się na cmentarzu Głównym w Przemyślu (kwatera 22A, rząd 7, grób 16).
5 października 2007 roku minister obrony narodowej Aleksander Szczygło mianował go pośmiertnie na stopień podpułkownika. Awans został ogłoszony 9 listopada 2007 roku w Warszawie, w trakcie uroczystości „Katyń Pamiętamy – Uczcijmy Pamięć Bohaterów”.

## Ordery i odznaczenia
- Krzyż Walecznych dwukrotnie[26][27]
- Złoty Krzyż Zasługi – 1938 „za całokształt zasług w służbie wojskowej”[28][29]
- Krzyż Zasługi Wojsk Litwy Środkowej – 3 marca 1926[30][31]

15 marca 1937 Komitet Krzyża i Medalu Niepodległości odrzucił wniosek o nadanie mu tego odznaczenia „z powodu braku pracy niepodległościowej”.
austro-węgierskie
- Krzyż Zasługi Wojskowej 3 klasy z dekoracją wojenną i mieczami[5]
- Brązowy Medal Zasługi Wojskowej z mieczami na wstążce Krzyża Zasługi Wojskowej[5]
- Srebrny Medal Waleczności 2 klasy[5]
- Krzyż Wojskowy Karola[5]